# Alex Buncombe
Alex Buncombe (ur. 28 sierpnia 1981 roku w Taunton) – brytyjski kierowca wyścigowy.

## Kariera
Buncombe rozpoczął karierę w międzynarodowych wyścigach samochodowych w 2001 roku od startów w Brytyjskiej Formule Renault. Z dorobkiem 54 punktów został sklasyfikowany na 23 pozycji w końcowej klasyfikacji kierowców. W późniejszym okresie Brytyjczyk pojawiał się także w stawce edycji zimowej Brytyjskiej Formuły Renault, GT4 European Cup, FIA GT3 European Championship, 24H Series Toyo Tires, 24h Nürburgring, Le Mans Legend race, Group C Racing, Blancpain Endurance Series, 24H Dubai, American Le Mans Series, European Le Mans Series, British GT Championship, VLN Endurance, Super GT, FIA GT Series, French GT Championship, Le Mans Classic, V8 Supercars, Formuły Holden Tasman Cup, asman Express Australian Drivers' Championship, Formuły Ford Victoria, V8 Supercars, Liqui Moly Bathurst 12 Hour oraz FIA World Endurance Championship
W V8 Supercars Brytyjczyk startuje od 2014 roku. W pierwszym sezonie z dorobkiem 330 został sklasyfikowany na 41. miejscu w klasyfikacji generalnej.